# Orsolya Vérten
Orsolya Vérten, född 22 juli 1982, är en före detta ungersk handbollsspelare.

## Klubblagskarriär
Som barn provade Orsolya Vérten flera sporter, tills hon slutligen valde att spela handboll. Hon började i Vasas SC, där hon debuterade i seniorlaget 1998. Hon spelade 1998–1999 i Citycupen för klubben. Hon spelade i klubben fram till 2001 men var utlånad 2000–2001. Mellan 2002 och 2012 spelade hon  för ungerska toppklubben Győri ETO KC. Våren 2012 skrev hon kontrakt med Ferencvárosi TC.
År 2008 fick hon utmärkelsen Årets ungerska handbollsspelare, som delas ut av det ungerska handbollsförbundet. Vérten tilldelades det prestigefyllda priset ännu en gång året därpå. I de inhemska tävlingarna har hon blivit ligamästare 8 gånger, sista gången 2015 med Ferencváros. Hon har åtta ungerska cuptilar, alla med Győr. I de internationella cuperna har hon inga titlar utan har bara nått finalen men sedan förlorat denna.

## Landslagskarriär
Orsolya Vérten spelade för Ungerns ungdomslandslag, och vann sin största framgång  vid U20-VM 2001 i Ungern, där hon vann en silvermedalj med laget. Hon gjorde sin internationella debut i A-landslaget 2002 och deltog i EM samma år och slutade femma. Hon spelade i ytterligare tre EM-turneringar 2006, 2008, 2010. Vérten spelade också vid tre VM 2005, 2007 och 2009. 2005 vann hon brons med Ungern.
Orsolya Vérten deltog vid Olympiska sommarspelen 2008 i Peking, där Ungern slutade fyra, efter att ha förlorat med 20–22 mot Ryssland i semifinalen och sedan även förlorat bronsmatchen med 28–33 mot Sydkorea. Vérten röstades in i turneringens All-Star Team som vänstersexa.

## Meriter i klubblag
- Nemzeti bajnokság (ungerska ligan)
  - 8   2005, 2006, 2008, 2009, 2010, 2011, 2012, 2015
- Magyar Kupa (ungerska cupen)
  - 8   2005, 2006, 2007, 2008, 2009, 2010, 2011, 2012
- EHF Champions League:
  -  2009,[9] 2012[10]
- Cupvinnarcupen i handboll
  -  2006
- EHF-cupen:
  -  2002, 2004, 2005

## Individuella utmärkelser
- Årets ungerska handbollsspelare: 2008, 2009
- All-Star Team vänstersexa vid OS 2008